# Засоле-Белянське
Засоле-Белянське (пол. Zasole Bielańskie) — село в Польщі, у гміні Вілямовиці Бельського повіту Сілезького воєводства.
Населення — 800 осіб (2011).
У 1975—1998 роках село належало до Бельського воєводства.

## Демографія
Демографічна структура станом на 31 березня 2011 року:
|          | Загалом | Допрацездатний вік | Працездатний вік | Постпрацездатний вік |
| -------- | ------- | ------------------ | ---------------- | -------------------- |
| Чоловіки | 396     | 91                 | 256              | 49                   |
| Жінки    | 404     | 86                 | 252              | 66                   |
| Разом    | 800     | 177                | 508              | 115                  |